# Psephotellus
Genre
Synonymes
- genre Psephotus Gould, 1845[2]
- Clarkona Mathews, 1917[2]
- Psephotellus Mathews, 1913[2]

Psephotellus est un genre d'oiseaux de la famille des Psittaculidés (perruches) originaire d'Australie.

## Liste des espèces
Selon la classification de référence du Congrès ornithologique international (version 6.4, 2016) :
- Psephotellus varius — Perruche multicolore (Clark, AH, 1910)
- Psephotellus dissimilis — Perruche à capuchon noir (Collett, 1898)
- Psephotellus chrysopterygius — Perruche à ailes d'or (Gould, 1858)
- Psephotellus pulcherrimus — Perruche de paradis (Gould, 1845) †